# Campeonato europeo de hockey sobre patines masculino de 1975
El XXXII Campeonato europeo de hockey sobre patines masculino de 1975 se celebró en Viareggio (Italia) del 7 al 14 de septiembre de 1975. Fue organizado por el Comité Europeo de Hockey sobre Patines. La selección de Portugal ganó su decimocuarto título.

## Equipos participantes
|              |
| Alemania     |
| España       |
| Francia      |
| Inglaterra   |
| Italia       |
| Países Bajos |
| Portugal     |
| Suiza        |

## Resultados
|              | Bandera de Francia | Bandera de Portugal | Bandera de España | Bandera de Inglaterra | Bandera de los Países Bajos | Bandera de Alemania | Bandera de Suiza | Bandera de Italia |
| ------------ | ------------------ | ------------------- | ----------------- | --------------------- | --------------------------- | ------------------- | ---------------- | ----------------- |
| Francia      |                    |                     |                   |                       |                             |                     |                  |                   |
| Portugal     | 8-3                |                     |                   |                       |                             |                     |                  |                   |
| España       | 7-1                | 2-4                 |                   |                       |                             |                     |                  |                   |
| Inglaterra   | 1-4                | 0-18                | 1-11              |                       |                             |                     |                  |                   |
| Países Bajos | 5-2                | 2-7                 | 0-5               | 9-2                   |                             |                     |                  |                   |
| Alemania     | 7-3                | 1-7                 | 1-4               | 7-2                   | 4-0                         |                     |                  |                   |
| Suiza        | 3-6                | 1-12                | 1-11              | 7-2                   | 5-3                         | 0-8                 |                  |                   |
| Italia       | 10-1               | 1-1                 | 1-2               | 6-1                   | 4-2                         | 5-1                 | 7-4              |                   |

## Clasificación
| Equipo       | Pts | PJ | PG | PE | PP | GF | GC | DG  |
| ------------ | --- | -- | -- | -- | -- | -- | -- | --- |
| Portugal     | 13  | 7  | 6  | 1  | 0  | 57 | 10 | +47 |
| España       | 12  | 7  | 6  | 0  | 1  | 42 | 9  | +33 |
| Italia       | 11  | 7  | 5  | 1  | 1  | 34 | 12 | +22 |
| Alemania     | 8   | 7  | 4  | 0  | 3  | 29 | 21 | +8  |
| Países Bajos | 4   | 7  | 2  | 0  | 5  | 21 | 29 | -8  |
| Francia      | 4   | 7  | 2  | 0  | 5  | 20 | 41 | -21 |
| Suiza        | 4   | 7  | 2  | 0  | 5  | 21 | 49 | -28 |
| Inglaterra   | 0   | 7  | 0  | 0  | 7  | 9  | 62 | -53 |